# 프세우도플레우로콕쿠스속
프세우도플레우로콕쿠스속(Pseudopleurococcus)은 갈파래목 크테노클라두스과에 속하는 녹조류 속의 하나이다. 3종으로 이루어져 있다.

## 하위 종
- P. botryoides J.W.Snow, 1899
- P. printzii Vischer, 1933
- P. vulgaris J.W.Snow, 1899